# جيمس براندر
جيمس براندر هو اقتصادي كندي، ولد في 1953 في نيو ويستمينيستر في كندا.